# Аэромакияж

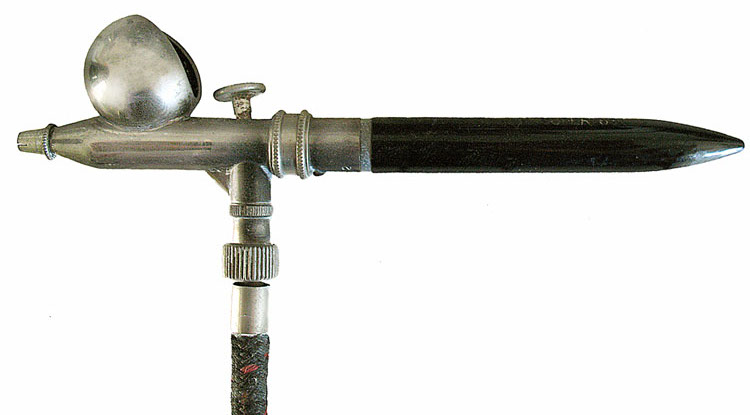
Аэрограф с компрессором

Аэромакия́ж, бесконтактный макияж — это распыление косметики на водной, спиртовой или силиконовой основе с помощью компрессора и аэрографа.

## История

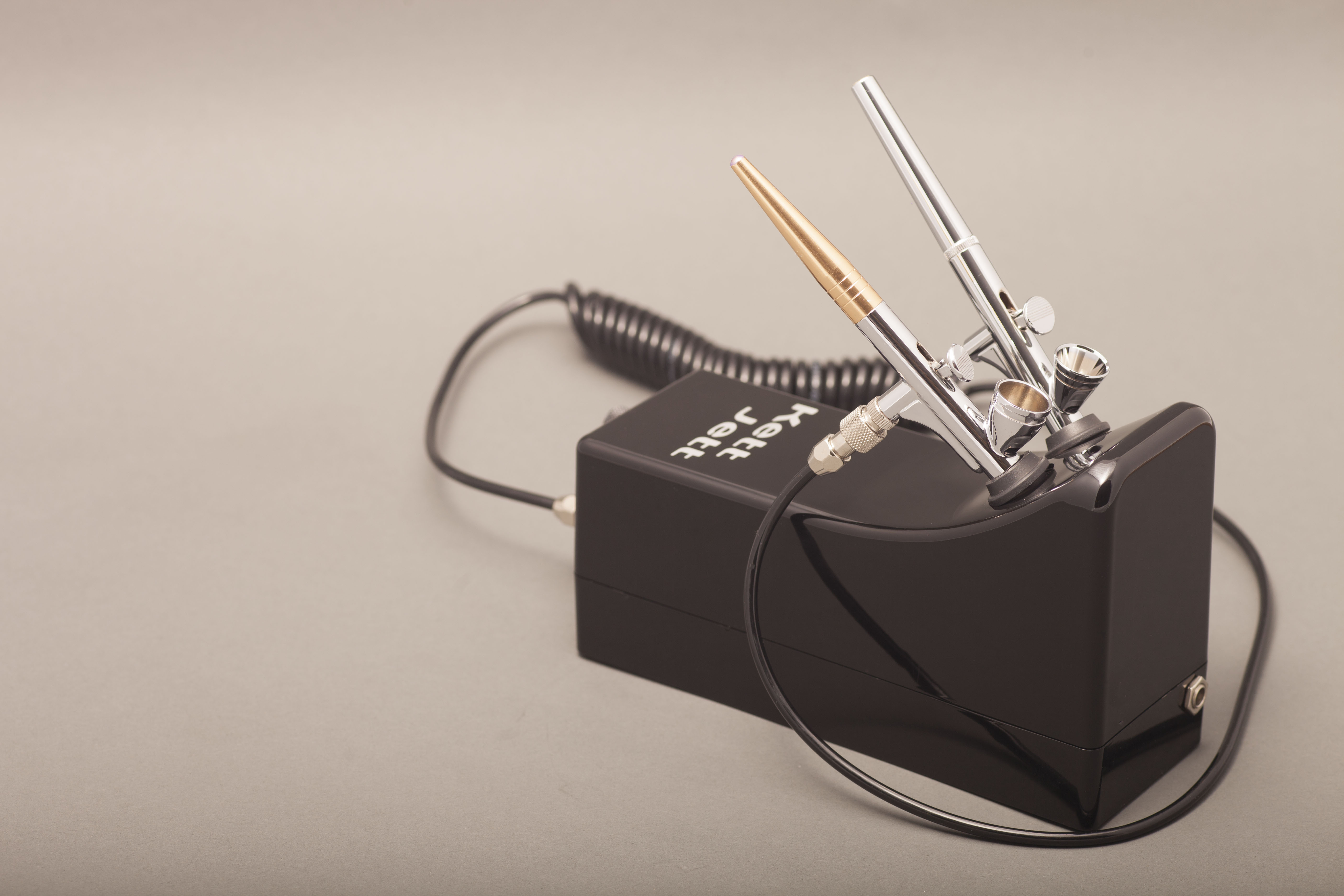

Аэрография — способ нанесения цвета на поверхность при помощи распыления цветных пигментов под давлением, создаваемым воздушным компрессором. В макияже появилось более полувека назад и использовалось впервые в художественном фильме «Бен-гур» (1959), когда возникла необходимость наложить искусственный загар тысячам статистов в короткое время. Новая волна популярности накрыла аэрографию в 70-х годах. Снова причиной стала индустрия кинобизнеса и её требование к молниеносному гриму, так же аэрографы взяли на вооружение визажисты телевидения.
Спустя десятилетия с появлением камер высокого разрешения, аэроподы стали доступны за пределами съемочных площадок и стали обязательным инструментом каждого визажиста. Сегодня в США и Европе аэромакияж доступен простому потребителю, как ещё одна услуга любого приличного салона красоты или косметологического центра и в качестве свадебного макияжа.

## Особенности

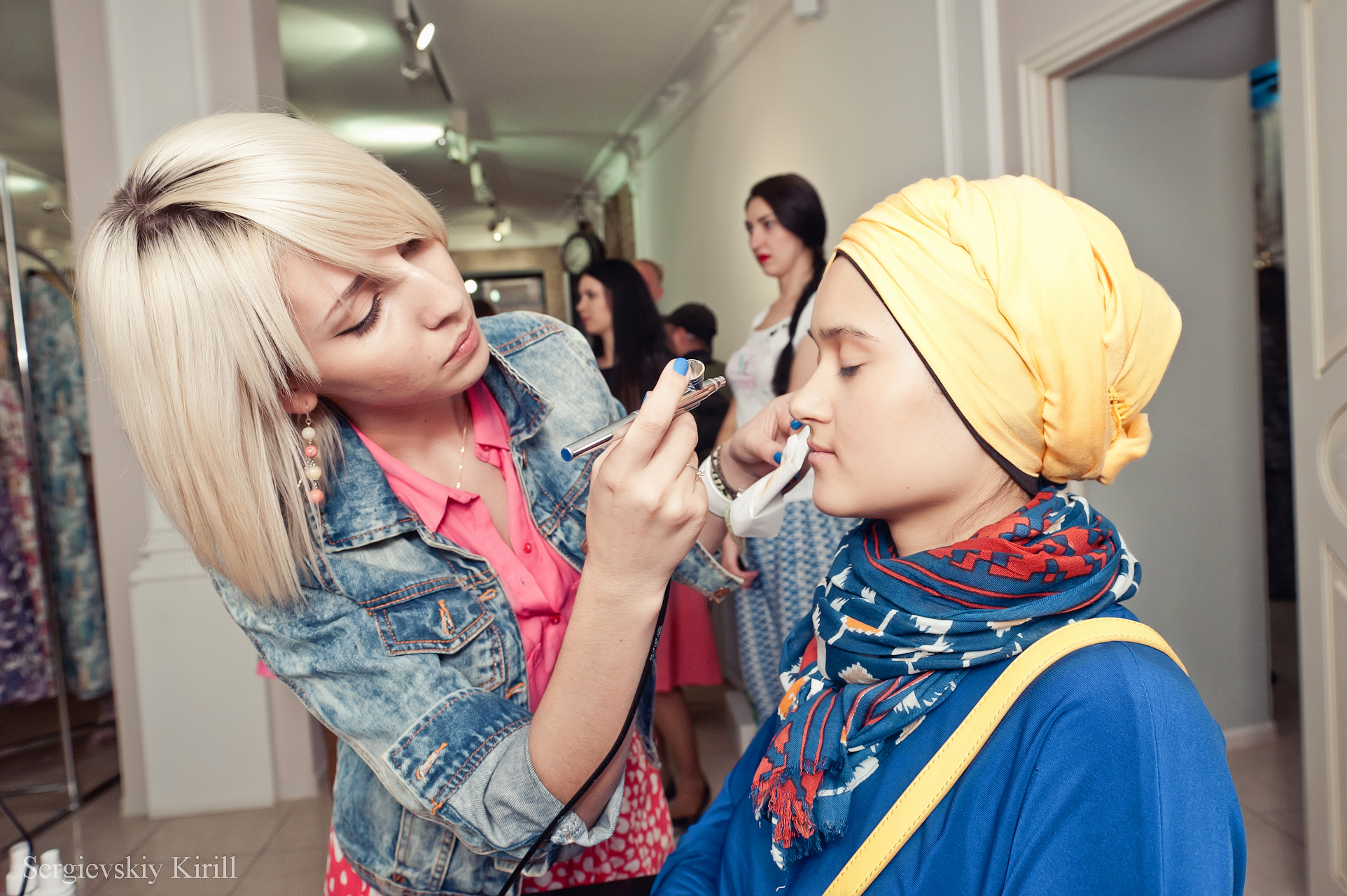

- Полная совместимость с чувствительной кожей, склонной к аллергии, высыпаниям и раздражению. Нанесение тона аэрографом — это гарантия гигиеничности. Нанося тон кистью или спонжем на поражённую акне кожу, не исключено разнесение инфекции на другие участки лица, в случае с аэрографом такая проблема исключена.
- Чтобы создать качественное покрытие спонжем или кистями необходимо глубокое нанесение косметики и перекрытие пор кожи, при нанесении аэрографом можно с использованием всего нескольких капель специальной косметики создать идеальный тон, при этом кожа дышит, так как поры не забиты, а лишь слегка накрыты тоном.
- Аэромакияж — гарантия безупречной маскировки неровностей и прыщиков. Он не только позволяет наносить косметику без контакта с лицом (ни кисти, ни спонжи, ни руки мастера не прикасаются), но и ложась тонким слоем, равномерно не забивает ямочки и неровности как при использовании привычного тона или корректора. Традиционный метод make up может лишь скрыть неровный цвет лица, но бороться с «рельефом», не нанося толстый слой ему не под силу.
- С помощью аэромакияжа возможно скрыть пигментные пятна или татуировки, следы от ожогов и небольшие рубцы. Аэрограф может справиться с шелушением и морщинами.
- Нанесение макияжа с помощью аэрографа происходит быстрее, чем классические способы, что важно как для съёмочной команды, так и для простого потребителя в салоне.
- Благодаря тонкому слою макияж, нанесённый аэрографом, лучше сохраняется на съёмочной площадке и не подвергается воздействию искусственного освещения. Не требует регулярных корректировок, в отличие от классического макияжа.
- Обслуживание аэрографа для макияжа происходит быстрее и проще, чем мытьё и обеззараживание кистей визажиста. Достаточно промыть его водой или чистящим раствором.

Аэрограф для макияжа обладает малым размером выходного отверстия (от 2,5 мм), что обеспечивает тонкое, но стойкое покрытие: силиконовая или спиртовая основа косметики не позволяет внешним факторам (снег, дождь, слезы) воздействовать на покрытие, а невесомый слой защищает от подтеков и размазывания. Аэромакияж может держаться до 24 часов, а смывается с помощью обычного тоника или молочка.
Техника Airbrush позволяет добиться таких эффектов, которые очень тяжело воспроизвести кистью или спонжем, она ускоряет процесс, позволяет воспроизводить как плавные переходы, так и тончайшую детализацию. Можно пользоваться техникой аэрографии как в чистом виде, так и комбинировать с классическими техниками. Сегодня визажисты все чаще используют эту технику в своей работе. В США более 50 % визажистов работает аэрографом или комбинированной техникой.

## Виды аэрографов для макияжа
- По типу управления: одинарного, двойного действия.
- По типу подачи материала, расположению и объёму бака для краски: верхняя, нижняя, боковая подводка и подводка под давлением для очень вязких материалов.
- По посадке и размеру сопла (через которое распыляется краска).
- По наличию механизмов и предварительных настроек.
- По рабочим атмосферам.

## Виды косметики
Декоративная косметика для аэромакияжа существует в пяти различных формулах:
- На водной основе: мелко измельченные пигменты, которые рассеиваются в воде, подходит для ежедневного использования.
- Полимерно-водной основе: смесь воды, полимеров и пигментов, когда средство наносится аэрографом на кожу, полимер высыхает, оставляя сплошное покрытие.
- Полимер-SD40-спиртовая основа: вместо того, чтобы использовать воду как в полимерно-водной основе формулы, здесь используется спирт, который помогает с высыханием макияжа на коже и обеспечивает его стойкость .
- На спиртовой основе: формулы спиртовые, как правило, используется при создании стойких макияжей до 24 часов, не подходят для ежедневного использования.
- На основе силикона: для более плотного нанесения, без выцветания, не желателен для ежедневного использования. Применяется для театрального и кинематографического грима.